# U-Bahnhof De Ferrari
Der Bahnhof De Ferrari ist ein unterirdischer Bahnhof der U-Bahn Genua. Er befindet sich unter dem gleichnamigen Platz.

## Geschichte
Der U-Bahnhof wurde am 4. Februar 2005 als östliche Endstation der Strecke eröffnet.
Am 21. Dezember 2012 wurde die Strecke um eine Station bis zum Bahnhof Brignole verlängert.

## Anbindung
| Linie | Verlauf                                                                                           |
| ----- | ------------------------------------------------------------------------------------------------- |
|       | Brin – Dinegro – Principe – Darsena – San Giorgio – Sarzano/Sant’Agostino – De Ferrari – Brignole |